# Ca sĩ nhí
Ca sĩ nhí hay ca sĩ nhỏ tuổi (tiếng Anh: child singer) là một người theo đuổi sự nghiệp ca hát và bắt đầu hoạt động chuyên nghiệp từ trước tuổi trưởng thành.

## Danh sách
Các ca sĩ nhí và những người đã từng là ca sĩ nhí (thường là cho đến nay vẫn hoạt động ca hát) bao gồm:
- (1922–1969) Từ năm 2 tuổi: Judy Garland
- (1928–2014) Từ năm 6 tuổi: Shirley Temple
- (1925-1967) Từ năm 10 tuổi: Harold Switzer
- (1935-) Từ năm 12 tuổi: Julie Andrews
- (1942–1968) Từ năm 13 tuổi: Frankie Lymon
- (1943-) Joselito
- (1944-) Từ năm 11 tuổi: Brenda Lee
- (1946-2006) Từ năm 10 tuổi: Billy Preston
- (1947-) Từ năm 12 tuổi: Robertino Loreti
- (1949-) Từ năm 13 tuổi: Little Pattie hay còn gọi là Patricia Amphlett
- (1950-) Từ năm 11 tuổi: Stevie Wonder
- (1955-) Từ năm 12 tuổi: Heintje Simons
- (1957-) Từ năm 4 tuổi: Donny Osmond
- (1958-2009) Từ năm 5 tuổi: Michael Jackson
- (1958-) Từ năm 13 tuổi Tanya Tucker
- (1958-) Từ năm 11 tuổi: Wilma Landkroon
- (1959-) Từ năm 15 tuổi: Bryan Adams
- (1961-) Từ năm 8 tuổi: Anita Hegerland
- (1961-) Từ năm 14 tuổi: Peabo Bryson
- (1962-) Từ năm 13 tuổi: James Ingram
- (1965-) Từ năm 11 tuổi: Björk
- (1966-) Từ năm 7 tuổi: Janet Jackson
- (1967-) Từ năm 9 tuổi: Ricky Melendez (vẫn tiếp tục hoạt động và sau đó còn là thành viên nhóm nhạc nam Menudo)
- (1967-2017) Từ năm 10 tuổi: Andrea Jürgens
- (1968-) Từ năm 12 tuổi: Celine Dion
- (1970-) Từ năm 12 tuổi: Danny de Munk
- (1970-) Từ năm 15 tuổi: Debbie Gibson
- (1970-) Từ năm 12 tuổi: Aled Jones
- (1971-) Từ năm 9 tuổi: Tiffany
- (1972-) Từ năm 5 tuổi: Nikka Costa
- (1972-) Từ năm 9 tuổi: Darina Rolincová
- (1972-) Từ năm 12 tuổi: Alyssa Milano
- (1974-) Từ năm 10 tuổi: Rahsaan Patterson
- (1974-) Từ năm 10 tuổi: Renee Sands
- (1975-) Từ năm 9 tuổi: Stacy Ferguson (Fergie)
- (1976-) Từ năm 11 tuổi: Tevin Campbell
- (1977-) Từ năm 13 tuổi: Shakira
- (1978-) Từ năm 11 tuổi: Usher
- (1979–2001) Từ năm 11 tuổi: Aaliyah
- (1979-) Từ năm 10 tuổi: Jennifer Love Hewitt
- (1979-) Từ năm 11 tuổi: Brandy
- (1980-) Từ năm 10 tuổi: Monica
- (1980-) Từ năm 12 tuổi: Christina Aguilera
- (1980-) Từ năm 9 tuổi: Nick Carter
- (1981-) Từ năm 5 tuổi: Lynda Thomas
- (1981-) Từ năm 9 tuổi: Beyoncé
- (1981-) Từ năm 9 tuổi: Kelly Rowland
- (1981-) Từ năm 11 tuổi: Marques Houston
- (1981-) Từ năm 12 tuổi: Britney Spears
- (1981-) Từ năm 12 tuổi: Justin Timberlake
- (1982-) Từ năm 8 tuổi: LeAnn Rimes
- (1984-) Từ năm 15 tuổi: Katy Perry
- (1984-2003) Từ năm 13 tuổi: Shelby Starner
- (1985-) Từ năm 6 tuổi: Raven-Symoné
- (1985-) Từ năm 11 tuổi: Jan Smit
- (1985-) Từ năm 6 tuổi: Blake McIver Ewing
- (1985-) Ashley Tisdale
- (1986-) Từ năm 12 tuổi: Charlotte Church
- (1986-) Amanda Bynes
- (1986-) Leighton Meester
- (1986-) Tahj Mowry
- (1986-) Shia LaBeouf
- (1986-) Từ năm 8 tuổi: Drake Bell
- (1986-) Lindsay Lohan
- (1986-) Lea Michele
- (1986-) Penn Badgley
- (1986-) Từ năm 11 tuổi: BoA
- (1986-) Josh Peck
- (1987-) Naya Rivera
- (1987-) (Lil') Bow Wow
- (1987-) Từ năm 12 tuổi: Hayley Westenra
- (1987-) Jesse McCartney
- (1987-) Blake Lively
- (1987-) Từ năm 14 tuổi: Hilary Duff
- (1987-) Zac Efron
- (1987-) Orlando Brown
- (1987-) Từ năm 9 tuổi: Aaron Carter
- (1988-) Billy Gilman
- (1988-) Becky Taylor
- (1988-) Vanessa Hudgens
- (1988-) Rihanna
- (1988-) Brooke Hogan
- (1988-) Jordy
- (1988-) Từ năm 13 tuổi: Keshia Chante
- (1989-) Jordin Sparks
- (1989-) Corbin Bleu
- (1989-) Từ năm 14 tuổi: Joe Jonas
- (1989-) Từ năm 11 tuổi: Taylor Swift
- (1989-) From age 16 Chris Brown
- (1989-) Lil' Romeo
- (1990-) Stevie Brock
- (1990-) Laura Marling
- (1990-) JoJo
- (1990-) James Maslow
- (1990-) Kendall Schmidt
- (1990-) David Archuleta
- (1990-) Từ năm 16 tuổi: Laura Marling
- (1991-) Từ năm 3 tuổi: Nuno Roque
- (1991-) Từ năm 14 tuổi: Jordan Pruitt
- (1991-) Devon Werkheiser
- (1991-) Gabriella Cilmi
- (1991-) Julie Dubela
- (1991-) Karina Pasian
- (1991-) Tess Gaerthé
- (1991-) Declan Galbraith
- (1991-) Erina Mano
- (1991-) Mitchel Musso
- (1991-) Kyle Massey
- (1991-) Joey Pearson
- (1992-) Jennette McCurdy
- (1992-) Miley Cyrus
- (1992-) Amy Diamond
- (1992-) Tiffany Evans
- (1992-) Selena Gomez
- (1992-) Taylor Horn
- (1992-) Từ năm 8 tuổi: Nick Jonas
- (1992-) Koharu Kusumi
- (1992-) Demi Lovato
- (1992-) Joseph McManners
- (1992-) Tori Kelly
- (1992-) Emily Osment
- (1992-) Charice Pempengco
- (1992-) Molly Sandén
- (1992-) Từ năm 16 tuổi: Bridgit Mendler
- (1993-) Julienne Irwin
- (1993-) Tianda Flegel
- (1993-) Miranda Cosgrove
- (1993-) Jasmine Villegas
- (1993-) Từ năm 15 tuổi: Piero Barone
- (1993-) Taylor Momsen
- (1993-) Rachel Trachtenburg
- (1993-) Keke Palmer
- (1993-) Ariana Grande
- (1994-) Bianca Ryan
- (1994-) Taylor Ware
- (1994-) Dunnery Bond
- (1994-) Từ năm 14 tuổi: Krystal Jung
- (1994-) Riona Kiuchi
- (1994-) Justin Bieber
- (1994-) Lauren Alaina
- (1994-) Từ năm 14 tuổi: Ignazio Boschetto
- (1995-) María Isabel
- (1995-) Từ năm 2 tuổi: Jessica Sanchez
- (1995-) Luke Benward
- (1995-) Malin Reitan
- (1995-) Faryl Smith
- (1995-) Troye Sivan
- (1995-) Melanie Martinez
- (1995-) Từ năm 5 tuổi: Joy Gruttmann
- (1995-) Từ năm 14 tuổi: Gianluca Ginoble
- (1995–) Từ năm 13 tuổi: Ross Lynch
- (1996-) Từ năm 16 tuổi: Dove Cameron
- (1996-) Từ năm 16 tuổi: Austin Mahone
- (1996-) Makisig Morales
- (1996-) Jamia Simone Nash
- (1996-) Từ năm 14 tuổi: Zendaya
- (1997-) Cody Simpson
- (1997-) Becky G
- (1997-) Zara Larsson
- (1997-) Martina Stoessel
- (1997-) Camila Cabello
- (1997-) Từ năm 14 tuổi: Olivia Holt
- (1997-) Từ năm 13 tuổi: Bella Thorne
- (1997-) Từ năm 12 tuổi: Greyson Chance
- (1998-) Từ năm 12 tuổi: Coco Jones
- (1998-) Shawn Mendes
- (1998-) Abraham Mateo
- (1998-) Christell
- (1998-) Từ năm 12 tuổi: Patricia Janečková
- (1998-) Từ năm 10 tuổi: Hollie Steel
- (1998-) Hứa Nhã Hàm
- (1998-) Jordan Jansen
- (1998-) Từ năm 12 tuổi: China Anne McClain
- (1999-) Tiffany Espensen
- (1999-) Từ năm 11 tuổi: Sabrina Carpenter
- (2000-) Từ năm 4 tuổi: Maya Bond
- (2000-) Từ năm 6 tuổi: Connie Talbot
- (2000-) Từ năm 6 tuổi: Willow Smith
- (2000-) Từ năm 7 tuổi: Jackie Evancho
- (2000-) Từ năm 10 tuổi: Jasmine Thompson
- (2001-) Từ năm 13 tuổi: Lee Jin-sol (thành viên nhóm nhạc nữ April)
- (2002-) Từ năm 7 tuổi: Rhema Marvanne
- (2003-) Lil' P-Nut
- (2003-) Crystal Lee (đến từ Malaysia)
- (2003-) Từ năm 8 tuổi: Matty B
- (2003-) Từ năm 9 tuổi: Lizi Pop
- (2003-) Từ năm 10 tuổi: Alisa Kozhikina
- (2003-) Từ năm 8 tuổi: Sophia Grace
- (2003-) Từ năm 12 tuổi: Jojo Siwa
- (2003-) Từ năm 12 tuổi: Beau Dermott
- (2004-) Mana Ashida
- (2004-) Từ năm 4 tuổi: Kaitlyn Maher
- (2004-) Từ năm 12 tuổi: Grace VanderWaal
- (2004-) Từ năm 9 tuổi: Amira Willighagen
- (2004-) Từ năm 9 tuổi: Mackenzie Ziegler
- (2004-) Từ năm 7 tuổi: Uthara Unnikrishnan
- (2004-) Từ năm 10 tuổi: Flavio Rizzello
- (2004-) Từ năm 9 tuổi: Krisia Todorova
- (2004-) Từ năm 9 tuổi: Lyca Gairanod
- (2005-) Từ năm 4 tuổi: Mariam Mamadashvili
- (2005-) Từ năm 6 tuổi: Sreya Jayadeep
- (2006-) Từ năm 7 tuổi: Angelina Jordan
- (2006-) Từ năm 5 tuổi: Rosie McClellan
- (2007-) Từ năm 8 tuổi: Esang de Torres
- (2007-) Từ năm 6 tuổi: Angelica Hale
- (2007-) Từ năm 6 tuổi: Đàm Chỉ Quân (Celine Tam 譚芷昀)
- (2008-) Từ năm 7 tuổi: Praniti